# Cyperus ochraceus
Cyperus ochraceus är en halvgräsart som beskrevs av Vahl. Cyperus ochraceus ingår i släktet papyrusar, och familjen halvgräs. Inga underarter finns listade i Catalogue of Life.